# ۱۲۰۷ (میلادی)
۱۲۰۷ (میلادی) هزار و دویست و هفتمین سال تقویم میلادی است.

## زادگان
- ۳۰ سپتامبر - مولوی، شاعر ایرانی
- ۱ اکتبر - هنری سوم، پادشاه انگلستان و فرمانروای ایرلند (م. ۱۲۷۲)

## درگذشتگان
‎